# Richard Borcherds
Richard Ewen Borcherds, född 29 november 1959 i Kapstaden, är en brittisk matematiker. Han arbetar huvudsakligen med gruppteori och talteori. 
Borcherds studerade under John H. Conway i Cambridge och är idag professor vid University of California at Berkeley. 
Han är känd för att ha introducerat begreppet vertexalgebra, vilket han senare använde för att bevisa Conway-Nortons förmodan, som relaterar den så kallade monstergruppen med vissa modulära funktioner. Vertexalgebra användes också av Igor Frenkel, James Lepowsky och Arne Meurman för att konstruera en oändligtdimensionell graderad algebra som monstergruppen verkar på. 
Borcherds erhöll 1998 års Fieldsmedalj för bland annat dessa arbeten.